# Swraj Paul, Baron Paul

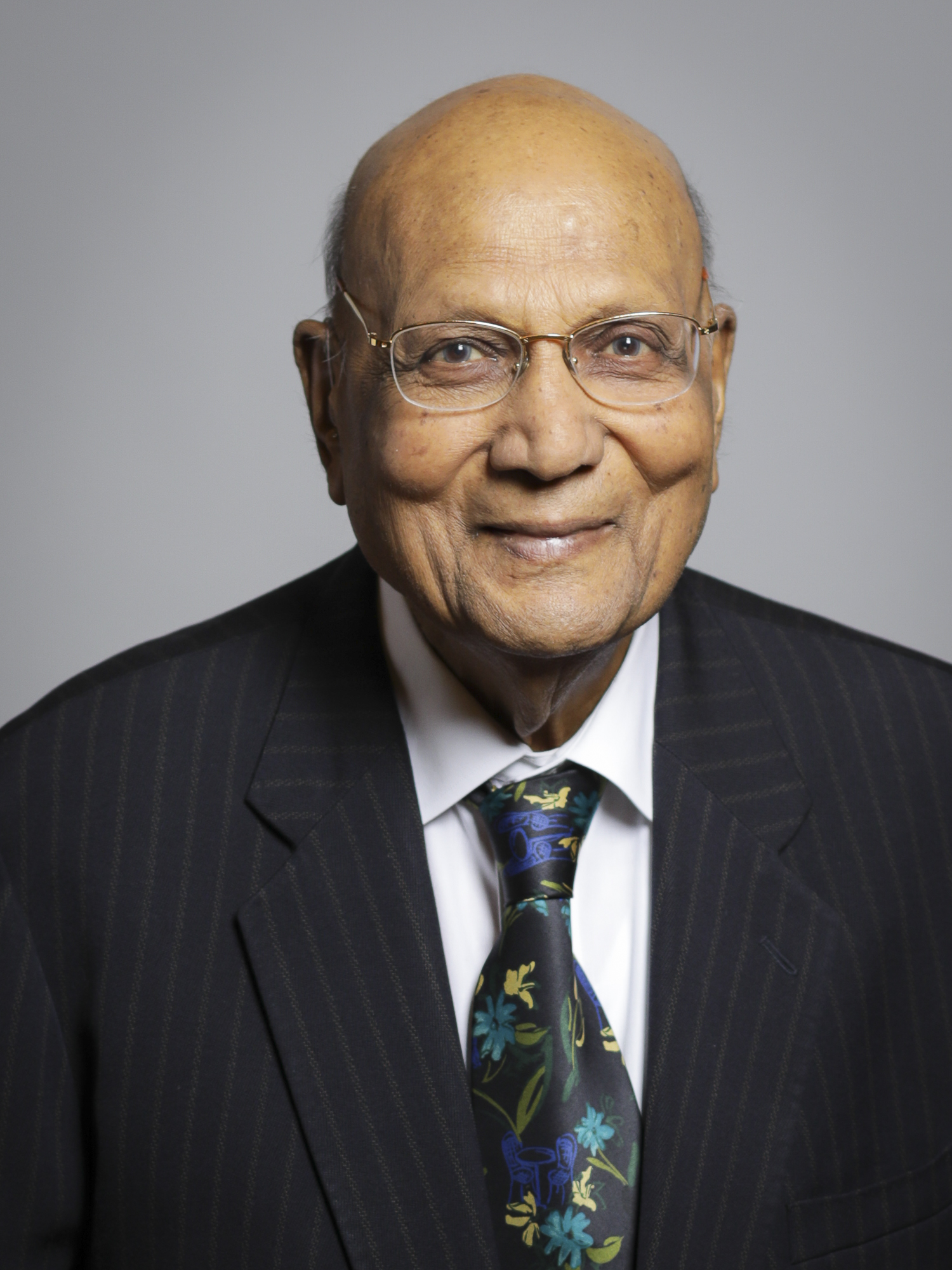
Swraj Paul, Baron Paul (2019)

Swraj Paul, Baron Paul, PC (* 18. Februar 1931 in Jalandhar, Punjab) ist ein in Indien geborener, britischer Unternehmer und Politiker (ehemals Labour Party).

## Leben und Karriere
Seiner offiziellen Biografie zufolge, wurde Paul 1931 in Jalandhar, Punjab geboren. Sein Vater betrieb eine kleine Gießerei, die Stahleimer und landwirtschaftliche Geräte herstellte. Paul besuchte das Forman Christian College in Lahore und erlangte später einen Master-Abschluss in Ingenieurwissenschaften des Massachusetts Institute of Technology (MIT) in den Vereinigten Staaten. Er arbeitete für die Apeejay Education Society (AES) in Indien, die von seinem älteren Bruder Stya Paul geleitet wurde. Er übernahm die Geschäfte von Apeejay Overseas. Stya Paul starb 2010.
1966 kam er nach Großbritannien, um medizinische Behandlung für seine Tochter zu erhalten, die an Leukämie litt. Nach dem Tod seiner Tochter, der sich eine längere Phase der Trauer und Depression anschloss, zog sich Paul fast völlig aus der Öffentlichkeit zurückzog und stellte seine eigene Karriere zurück. Auch beschloss er, in Großbritannien zu bleiben.
1968 begann er, zunächst als Einzelunternehmer, mit dem Ankauf und Verkauf von Stahlerzeugnissen. Kurz darauf erwarb er ein kleines Stahlunternehmen, die Natural Gas Tubes (NGT). Er gründete 1968 die Caparo Group, welche sich zu einem der führenden Produzenten von geschweißten Stahlrohren und in Spiralform geschweißten Rohren im Vereinigten Königreich entwickelte. Er trat 1996 vom Management der Caparo Group zurück und sein jüngster Sohn Angad wurde CEO.
Auf der Sunday Times Rich List von Großbritannien steht Paul an 88. Stelle; trotzdem benutzt er nach eigener Aussage öffentliche Verkehrsmittel in London. Seit den 1960er Jahren lebt er am Portland Place, gegenüber dem Funkhaus der BBC in Zentrallondon. Er und seine Familie besitzen ein Dutzend Wohnungen in dem Wohnblock, jede davon im Wert von fast einer Million Pfund. Außerdem besitzt er ein Landgut, The Grange, in Beaconsfield, Buckinghamshire.

## Mitgliedschaft im House of Lords
Paul wurde am 9. Oktober 1996 zum Life Peer als Baron Paul, of Marylebone in the City of Westminster ernannt. Seine Antrittsrede hielt er am 28. November 1996.
Als seine politischen Interessen gibt er Außenpolitik, Bildung und Wirtschaftspolitik an. Als Staaten von besonderem Interesse nennt er Österreich, die Volksrepublik China, Dubai, Deutschland, Indien, Polen, Spanien, die Schweiz, die Türkei und die USA.
Im Dezember 2008 wurde er zum Deputy Speaker ernannt. Kurz danach musste er von dieser Position wegen des Vorwurfs finanzieller Unregelmäßigkeiten, im Zusammenhang mit dem Spesenskandal, zurücktreten.

## Rolle in der Öffentlichkeit
Paul war 1998 Prokanzler (Pro-Chancellor) der Thames Valley University und war deren Präsident (Governor) von 1992 bis 1997. Seit 1998 ist er Kanzler der University of Wolverhampton und der University of Westminster, welche von seinem Family Trust £300,000 erhalten hat.
Er war Mitglied des Foreign Policy Centre Advisory Council und des Mechanical Engineering Visiting Committee des Massachusetts Institute of Technology(MIT). Er war Vorsitzender des Olympic Delivery Committee, einer Untergruppe der London Development Agency. Er trat für den Vorsitz der Commonwealth Parliamentary Association (CPA) an.
Er war die erste Person indischer Herkunft, die das Amt des Deputy Speaker des House of Lords innehatte; er war einer von insgesamt 12 Personen in diesem Amt. Am 15. Oktober 2009 wurde er Mitglied des Privy Council.
Paul gründete die Ambika Paul Foundation im Gedenken an seine Tochter. Gewinne von Caparo werden in caritative Projekte investiert.
Paul ist Ehrenschirmherr (Honorary Patron) der Zoological Society of London und hat größere Projekte im Regent’s Park begründet, darunter den Streichelzoo.
Er steht Gordon Brown und dessen Frau Sarah Brown nahe. Er spendete £500 000 an die Labour Party und ist ein bedeutender Unterstützer von Gordon Brown. Paul war der größte Spender bei der Kampagne für den Parteivorsitz von Brown. 2007 bot er im Falle einer vorgezogenen Wahl an, „so viel zu geben, wie er sich leisten könne“.

## Ehrungen
Paul erhielt verschiedene Preise und Ehrungen. 1983 wurde er von Indira Gandhi mit dem Padma Bhushan ausgezeichnet. Die Indian Merchants' Chamber verlieh ihm den Bharat Gaurav-Award. 2008 wurde ihm der Asian Woman Magazine Lifetime Achievement Award verliehen.

## Kontroverse
Im Zusammenhang mit dem Spesenskandal des britischen Parlaments berichtete die The Sunday Times im Oktober 2009, dass Paul nicht imstande war, die Geltendmachung von parlamentarischen Aufwandsentschädigungen in Höhe von £ 38.000 zu erklären, obwohl er selbst zugab, dass er niemals eine Nacht an dem Ort verbrachte, den er als seinen Hauptwohnsitz angab, eine Einzimmerwohnung. Er wurde gezwungen, sein Amt als Deputy Speaker des House of Lords niederzulegen, während seine Kostenerstattungen untersucht wurden. Er sah sich einer möglichen Strafanzeige gegenüber und erwog, das House of Lords zu verlassen, aber die Polizei stellte die Ermittlungen ein.
Am 18. Oktober 2010 empfahl das Committee for Privileges and Conduct, ein Parlamentarischer Sonderausschuss des House of Lords zur Aufklärung des Spesenskandals, dass er zusammen mit Pola Uddin, Baroness Uddin und Amir Bhatia, Baron Bhatia suspendiert wird und die strittigen Aufwendungen, in seinem Fall £41.982, zurückzahlen muss. Pauls Suspendierung erfolgte für vier Monate; außerdem verließ er die Labour Party. Seitdem sitzt er als Unabhängiger (Independent) im House of Lords.
Paul unterliegt, aufgrund seines geltend gemachten Status als Steuerausländer (Non-Domiciled Status) in Großbritannien nicht der allgemeinen Einkommenssteuerpflicht. Paul machte dabei die im englischen Steuerrecht bestehende Unterscheidung zwischen „Resident“ und „Domicile“ für sich geltend.
Als Michael Ashcroft, Baron Ashcroft, ein wohlhabender Angehöriger der Conservative Party, gedrängt wurde, im Hinblick auf eine mögliche Änderung der Steuergesetzgebung, seinen Non-Domiciled-Status zu bestätigen, nutzte dieser die Gelegenheit darauf hinzuweisen, dass dieser auch für Paul gelte. Am 9. März 2010 kündigte Paul an, diesen Status aufzugeben.
2003 hatte Paul darauf hingewiesen, dass „Gier, in Verbindung mit dem Schwinden der persönlichen Verantwortung“, die Ursache für Schwierigkeiten in der Geschäftswelt sei. In einem Interview in der Times of India forderte er 2004 hohe Standards bei der Rechenschaftspflicht und Transparenz im politischen und geschäftlichen Leben Indiens.

## Veröffentlichungen
- Indira Gandhi, Robert Royce Ltd, 1984, ISBN 978-0-947728-18-2 (Biografie über Indira Gandhi)
- Beyond Boundaries: A Memoir, Viking Press, 1998, ISBN 978-0-670-87925-0 (Autobiografie)